# Eccidio di Salussola
L'eccidio di Salussola consiste nella fucilazione per rappresaglia preceduta da sevizie di venti partigiani ad opera di soldati repubblichini avvenuta il 9 marzo 1945 a Salussola (Bi).

## Storia
Alla fine di febbraio 1945 il Comando della Brigata Garibaldi fece rientrare i distaccamenti della 109ª Brigata che si trovavano ancora nel Monferrato.
Durante la marcia il distaccamento "Zoppis" composto da 33 partigiani, fermatosi a riposare in una cascina presso Livorno Ferraris, fu sorpreso e arrestato nelle prime ore dell'alba del primo marzo da una compagnia del Comando "OP Macerata" di Clusone. I trentatré uomini furono condotti in diversi presidi; infine un gruppo di ventuno venne prelevato dal Battaglione "M" di Montebello della GNR e condotto verso Biella, con la scusa di realizzare uno scambio tra prigionieri con soldati tedeschi. Invece a Salussola, dopo un'intera notte di sevizie e violenze documentate dall'unico sopravvissuto, i prigionieri vennero uccisi a colpi di mitragliatrice all'alba del 9 marzo. La strage voleva essere una rappresaglia all'attacco condotto alcuni giorni prima da partigiani, probabilmente della 75ª Brigata, ai danni di alcuni camion militari della "Montebello" transitati presso Salussola. Nell'attacco un camion era stato distrutto e quattro militari uccisi.
La vicenda viene ricostruita da Cesarina Bracco nel libro La Staffetta Garibaldina (1999).
Una dettagliata ricostruzione storica narra che all'inizio un gruppo di 33 partigiani appartenente alla 109ª brigata Garibaldi (XII divisione) che si trovava 
in pianura allo scopo di sfuggire ai vari rastrellamenti, fu catturato in una cascina tra Bianzè e Livorno Ferraris. Tutti arrestati, furono portati al presidio di Tronzano Vercellese, luogo ove vennero subito separati: 12 vennero 
accompagnati a Vercelli, 21 rimasero a disposizione del comando fascista per gli interrogatori. La sera dell’8
marzo fu fatto credere loro, come già detto, che dovevano partire per uno "scambio" e furono caricati su diversi camion destinazione Salussola, dove furono consegnati ad un reparto fascista che era di pattuglia in paese dal 6 marzo 1945, formato da 
una compagnia della “Montebello”, (compagnia dell’O.P. Macerata) e vi era anche una compagnia di militari tedeschi. Quattro uomini della GNR Montebello furono uccisi mentre era in corso un rastrellamento operato nei dintorni di 
Zimone; al rientro a Salussola, la sera dell’8 marzo, nonostante a quanto testimoniato addirittura il parere contrario del comandante tedesco 
tenente Zwintek, (Zwinkel?) decisero che avrebbero fucilato dei partigiani prigionieri fatti venire da un'altra località. Don Giuseppe Dotto (1898-1975), nativo di Chiavazza, canonico a Sant'Antonio abate nella frazione salussolese di Vigellio su questo fatto fece testimonianza, in seguito, ai carabinieri in data 19 ottobre 1945. Ottenuto il permesso 
da un altro ufficiale tedesco, il ten. Limart, alle cinque del mattino i fascisti cominciarono le fucilazioni, 
complessivamente 20 partigiani, i cui cadaveri mostravano evidenti segni di percosse e torture precedenti.
Erano presenti la sera dell’8 marzo 1945 il capitano Giuseppe Beretta responsabile della strage, due tenenti, il tenente 
medico, il tenente cappellano e il maggiore Alessandro Marchesi che comandava il raggruppamento “Montebello”. I fascisti andarono via da Salussola alle sei del mattino del 9 marzo.

## I 20 Martiri
Nel periodo che andava

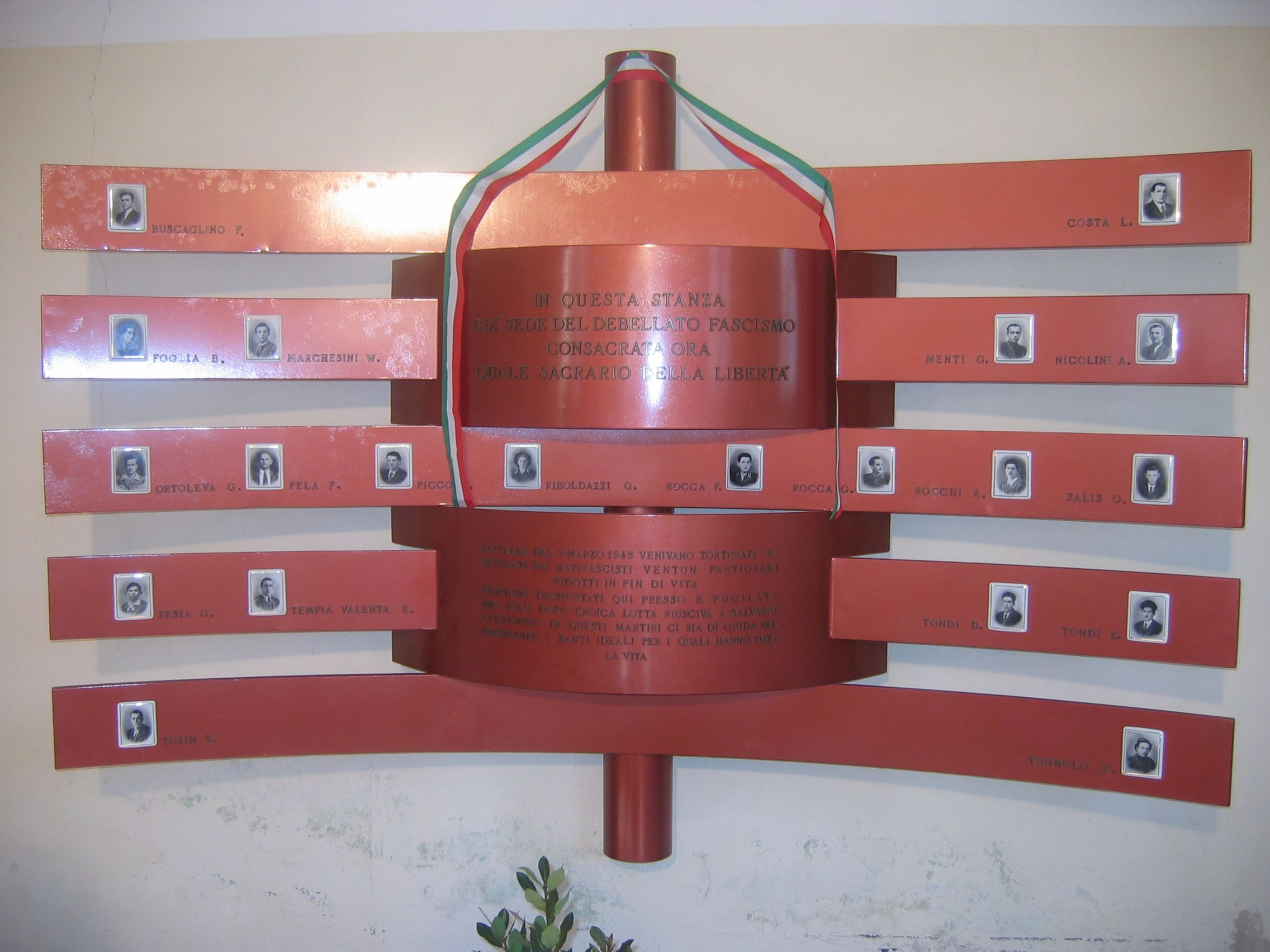
Sacrario conservato nella sala dell'eccidio di Salussola

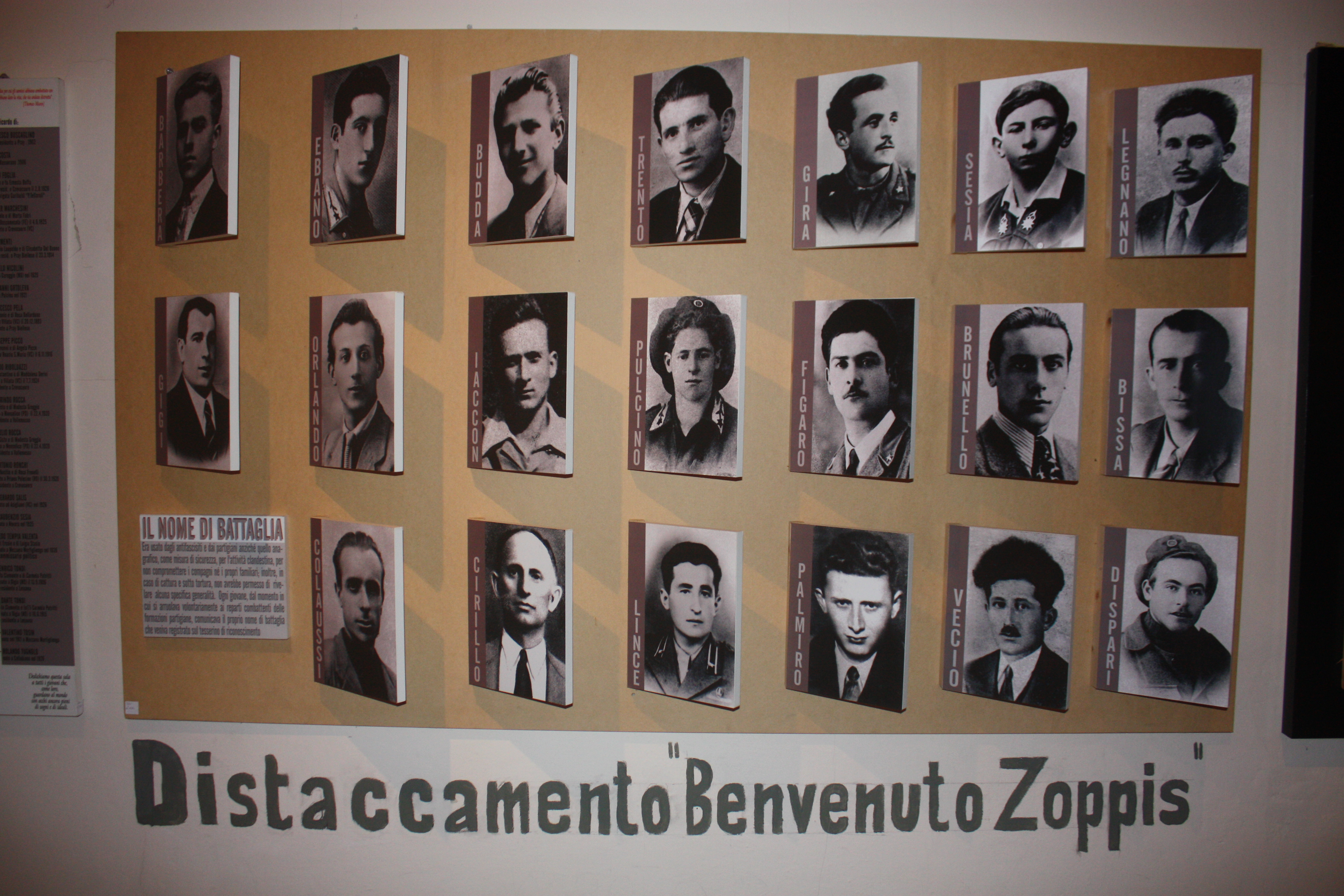
Le foto dei martiri

dal dicembre 1943 fino al 28 aprile 1945 operò compiendo stragi e violenze nel Biellese il 115⁰ battaglione "Montebello", articolato su 
quattro compagnie. Al suo comando si avvicendarono il tenente colonnello Aurelio Languasco, il maggiore 
Alessandro Manfredi, il capitano Fernando Travaglini e il maggiore Eugenio Sanchini. All’epoca dei fatti, 
come riferito dal parroco don Dotto di Salussola, doveva esserne a capo il maggiore Alessandro Manfredi.
È più che probabile che fossero presenti ad assistere la 115ª brigata della GNR responsabile della strage, i tenenti nazisti Zwinkel e Limart.
Ecco l'elenco completo delle 20 vittime e del 21⁰, scampato miracolosamente alla fucilazione.
- Francesco Buscaglino detto “Barbera”, di Antonio e Francesca Protti, nato a Villata il 30 agosto 1902, residente a Pray, XII divisione, 109° brigata “Tellaroli”. Partigiano
- Luigi Costa detto “Gigi”, nato a Masserano il 01 aprile 1918, XII divisione, 109° brigata “Tellaroli”. Partigiano
- Bruno Foglia detto “Ebano”, di Mario, nato a Portula il 12 agosto 1926, residente a Crevacuore, XII

divisione, 109° brigata “Tellaroli”. Partigiano
- Walter Marchesini detto “Orlando”, di Daniele e Maria Fabbri, nato a Mesola nel 1925, ivi residente, XII

divisione, 110° brigata “Fontanella”. Partigiano
- Gino Menti detto “Colaussi”, di Leopoldo ed Elisabetta Dalbuono, nato a Pray il 23 febbraio 1914, ivi

residente, XII divisione, 109° brigata “Tellaroli”. Partigiano
- Angelo Lorenzo Nicolini, detto “Budda”, di Giovanni Serafino e Lorenzina Bertona, nato a Cureggio il

13 agosto 1925, ivi residente, XII divisione, 109° brigata “Tellaroli”. Partigiano
- Giovanni Ortoleva, detto “Jaco”, di Francesco e Nicolina Scelsi, nato a Isnello il 14 aprile 1921, XII

divisione, 109° brigata “Tellaroli”. Partigiano
- Francesco Pela detto “Cirillo”, di Antonio e Rosa Bellardone, nato a Vigliano Biellese il 20 dicembre 1893,

residente a Pray, XII divisione, 109° brigata “Tellaroli”. Partigiano
- Giuseppe Picco detto “Trento”, di Giovanni e Angela Picco, nato a Roasio il 06 novembre 1916, ivi residente in via D’Azeglio 16, XII divisione, 109° brigata “Tellaroli”. Partigiano
- Guido Riboldazzi detto “Pulcino”, di Costantino e Maddalena Derivi, nato a Villata (Vc) il 07 luglio 1924,

ma residente a Crevacuore, XII divisione, 109° brigata “Tellaroli”. Partigiano
- Florindo Rocca detto “Lince”, di Sisto e Modesta Greggio, nato a Monselice il 22 aprile 1920, residente

a Vallemosso (Valdilana), XII divisione, 109° brigata “Tellaroli”. Partigiano
- Giulio Rocca detto “Gino”, di Sisto e Modesta Greggio, nato a Monselice il 22 aprile 1920, residente a

Vallemosso, XII divisione, 109° brigata “Tellaroli”. Partigiano
- Antonio Rocchi detto “Figaro”, di Basilio e Acea Farinelli, nato ad Ariano nel Polesine il 30 marzo 1920,

residente a Lessona, XII divisione, 109° brigata “Tellaroli”. Partigiano
- Gaudenzio Sesia detto “Balilla”, di Pietro e Giuseppina Ragate, nato a Vespolate il 09 novembre 1925,

residente a Casalgiate (frazione comune di Novara), XII divisione, 109° brigata “Tellaroli”. Partigiano
- Gerardo Salis detto “Palmiro”, di Luigi e Teresa Solari, nato ad Asigliano Vercellese il 30 luglio 1926, ivi

residente. XII divisione, 109° brigata “Tellaroli”. Partigiano
- Edo Tempia Valenta detto “Brunello”, di Ercole e Luigia Stasia, nato a Mezzana Mortigliengo il

20.02.1926, ivi residente, XII divisione, 109° brigata “Tellaroli”. Partigiano
- Enrico Tondi detto “Vecio”, nato a Torino il 13 settembre 1906, residente a Lessona, XII divisione, 109°

brigata “Tellaroli”. Partigiano
- Dante Tondi detto “Legnano”, di Clemente e Carmela Patritti, nato il 16 giugno 1915 a Oleggio,

residente residente a Cossato, XII divisione, 109° brigata “Tellaroli”. Partigiano
- Valentino Tosin detto “Bissa”, di Angelo e Maria Bittante, nato in Austria il 8 aprile 1911, residente a

Mezzana Mortigliengo, XII divisione, 110° brigata “Fontanella”. Partigiano
- Rolando Tugnolo detto “Dispari”, di Domenico e Rosa Bellan, nato a Taglio di Po nel 1926, residente a

Collobiano, XII divisione, 109° brigata “Tellaroli”. Partigiano
L'unico, il 21⁰, scampato fortunatamente alla strage: 
- Sergio Canuto Rosa detto “Pittore”, di Giacomo e Maddalena Vigorone, nato a Caprile il 19 aprile 1920, ivi residente,

XII divisione, 109° brigata “Tellaroli”. Partigiano

## La testimonianza di Sergio Canuto Rosa (1920-2013 "Pittore")
Il partigiano Sergio Rosa Canuto, nome di battaglia Pittore, fu l'unico a salvarsi. Questa la sua testimonianza dei fatti depositata, alcuni giorni dopo l'eccidio, al Comando della Zona Libera di Sala Biellese.

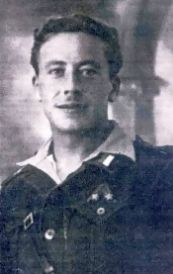
Sergio Canuto Rosa (Pittore)

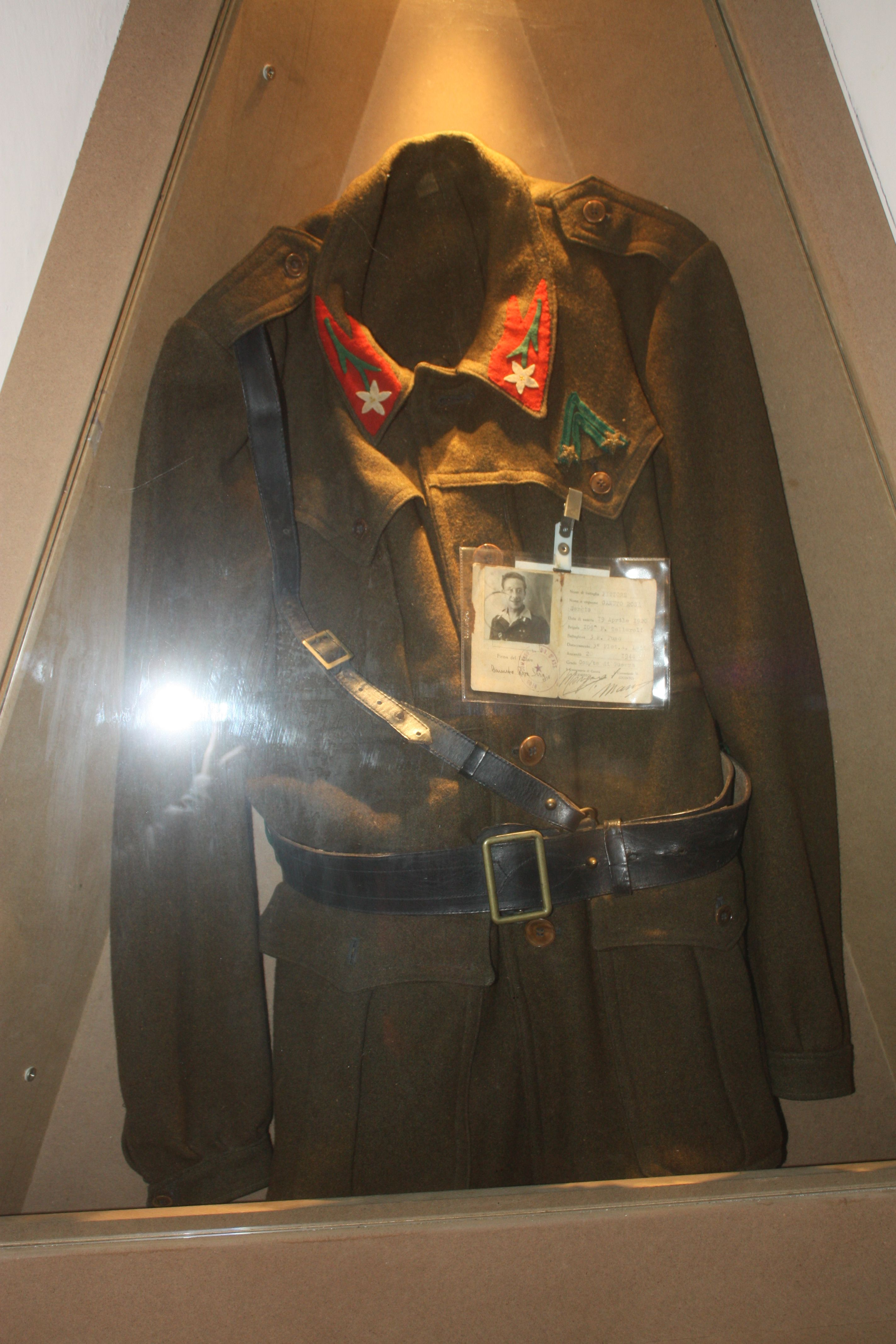
La divisa conservata nel Museo di Salussola

La denuncia manoscritta del Pittore (pagina 1)

La denuncia manoscritta del Pittore (pagina 2)

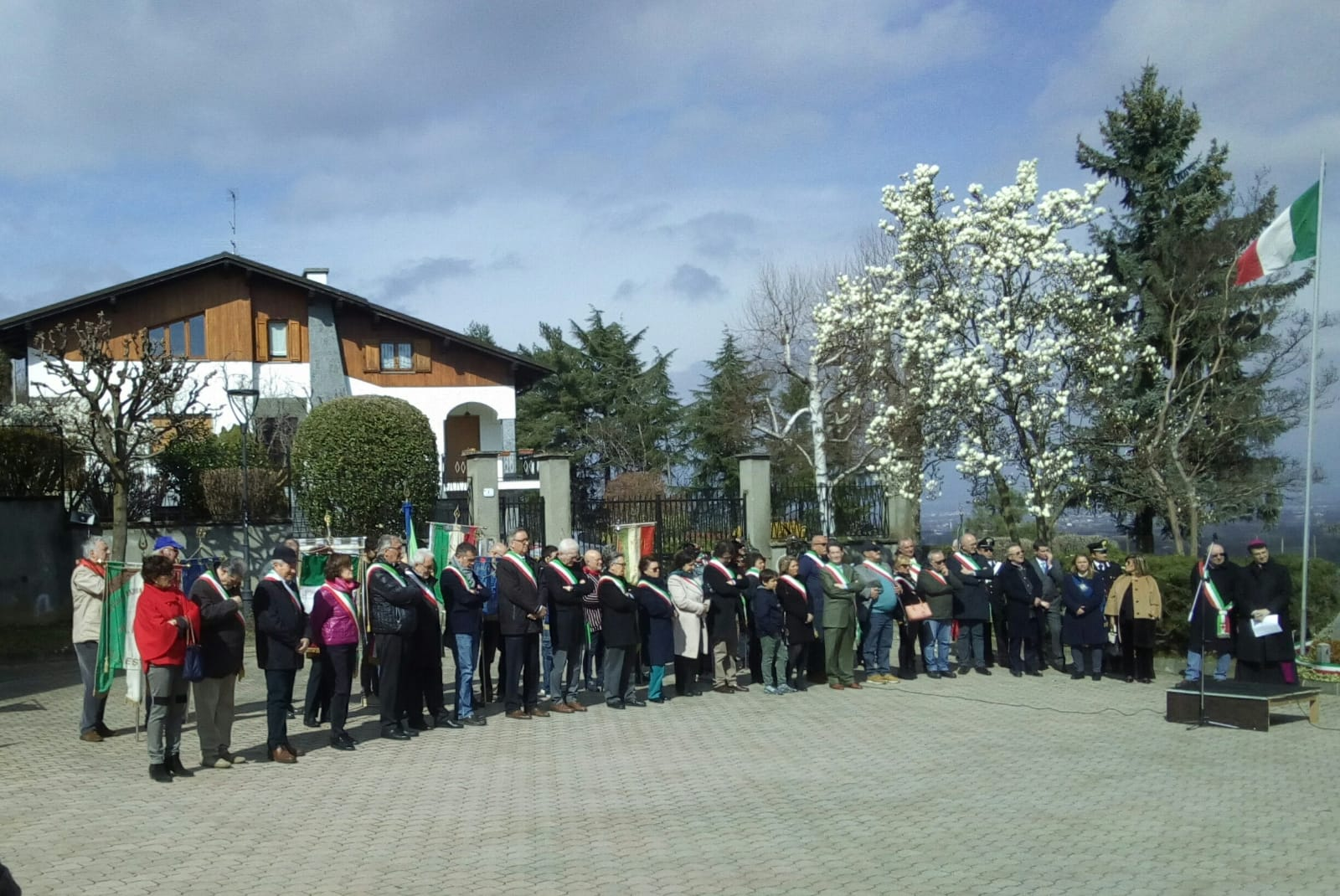
Le autorità schierate durante la commemorazione del 74º anniversario dell'eccidio (10 marzo 2019)

I padroni con i garzoni si trovavano già alzati per i lavori e dietro nostra richiesta ci promisero di dare qualche occhiata in giro e di avvertirci se avessero notato qualche cosa di anormale nei dintorni. Noi supponendo dalle informazioni precedenti la zona perfettamente libera, commettemmo l'irreparabile errore di non fare la guardia e ci addormentammo tutti, chi nelle stalle e chi nei fienili.
Aprii gli occhi sentendo dal cortile voci perentorie di: “Alt, su le mani banditi”. Cinque nostri compagni già stavano nelle mani dei Repubblicani, in mezzo ad un gruppo di loro, mentre altri elementi catturavano nelle stalle una ventina di altri compagni, tutti sorpresi nel sonno. Io nel fienile col mitragliatore Bren tra le mani mi trovai nel penoso caso di non poter sparare sugli assalitori per non uccidere i miei stessi compagni circondati dai nemici.
Circondati da un'intera compagnia di Repubblicani (MP Macerata) armati con tre mitragliatrici pesanti, nove o dieci fucili mitragliatori, tre mortai e più di un centinaio di mitra e moschetti, dovemmo arrenderci poco dopo. La sera stessa fummo portati a Livorno, e in camion a Tronzano al comando tedesco... ingiurie, percosse, insulti da parte dei soldati tedeschi e dei militi, e infine la consegna di ogni avere (soldi, cosette personali, ecc).
Poco dopo ci confinarono in una aula della scuola locale ben difesa e ben guardata, dove rimanemmo per 4 giorni. Nel frattempo dodici dei nostri vennero portati a Vercelli, così rimanemmo in ventuno. Poiché il comando tedesco lasciava Tronzano la sera del 5 marzo, ci portarono a Santhià nella caserma occupata dagli Alpini della II compagnia R.A.F., ci esiliano ed ebbero inizio così per noi le torture poiché passammo quattro giorni in piccole celle per cinque persone, che noi invece occupavamo in dieci.
La sera dell'otto fummo trasferiti a Salussola con la prospettiva di un cambio con soldati tedeschi.
Appena giunti venivamo rinchiusi in uno stanzone del Municipio, e i militi (della Montebello) criminali, vigliacchi, mostri in camicia nera ci massacrarono a base di pugni, calci, bastonate, con il calcio del moschetto, e molti ne riportarono rotta la testa e le mandibole.
Parecchi perdevano sangue a fiotti dalle ferite della testa, dalla bocca, e dal naso, uno principalmente ferito da una baionettata rantolava in fin di vita immerso in un lago di sangue. Chiesi di poter accendere la luce per soccorrere i miei compagni, ma non ebbi altro risultato che una replica di pugni dalla guardia tedesca, con l'assicurazione che se fiatavo sarebbero rientrati per fare il peggio. Comprendevo dai loro discorsi che si proponevano di trucidarci prima di impartirci il colpo di grazia: parlavano infatti di lesioni fatte con il pugnale, di membra strappate per mezzo di automezzi col classico colpo a strappo. Stringemmo i denti, pensando che qualcuno ci avrebbe vendicati. Intanto le ore passavano nel gelo e nell'orgasmo di quell'attesa.
Ecco: le quattro dell'alba del 9 marzo sono scoccate dal campanile vicino, passano pochi minuti ancora e l'animazione nel cortile cresce fino a che la chiave gira nella serratura e i nostri assassini entrano con (I Primi tre: sentenzia uno) a tali parole di mia volontà uscii con altri due; ciascuno di noi era trattenuto da tre militi per le braccia e per il colletto, e proseguimmo così fino al muro del vicino cimitero tra insulti, sputi e calci. Terminavano allora di spingere un camioncino i cui fari accesi illuminavano un largo tratto del muro; sul camion era piazzata una mitragliatrice con un uomo al pulsante...
Non c'era che dire, i preparativi erano stati fatti a dovere. ..Potevo ancora vivere pochi secondi, un milite venne vicino e con ghigno particolarmente feroce mi disse che era troppo comodo morire tutto d'un colpo, e che voleva straziarmi prima che fossi finito dalla mitragliatrice. Così dicendo prese a levarmi il giubbotto; nello stesso momento che mi faceva scivolare le maniche dalle braccia mi son sentito una mano libera ed ho reagito con violenza volando addosso al mio aguzzino e buttandolo a terra. Un altro milite mi aggredì, dandomi un fortissimo colpo colla canna del fucile sulla fronte, facendomi barcollare un attimo senza più vedere nulla. Ma per fortuna mi ripresi subito e respinsi pure lui con uno spintone, afferrandolo e chiudendolo fra le braccia.
Incominciammo a rotolare insieme sul terreno, e poi giù per una china tra rovi e sassi. Si iniziò tra di noi una lotta furibonda che per me significava la vita o la morte. Incominciai a morderlo, colpirlo, a forza di pugni e schiaffi, benché cercasse di estrarre il pugnale dalla cintura, ma il peso del mio corpo glielo impediva.
Quell'animale chiedeva aiuto; allora lo afferrai per la gola e gli somministrai un'ultima dose di pugni, e poi riuscii ad alzarmi alquanto malconcio. Era tempo: alcuni accorrevano sulle mie tracce coi mitra alla mano, e mi sparavano nella mia direzione, mentre io rotolavo nuovamente per i pendii, sbattendo un po' dappertutto, sentendo le raffiche che schiantavano i rami e scheggiavano i sassi. Rotolavo fra i rovi facendo un fracasso indiavolato e perdendo da ogni parte molto sangue che immediatamente si coagulava. Precipitavo come un masso in fondo al vallone verso il torrente, mentre dall'alto continuava la sparatoria e le pallottole fischiavano tutto attorno. Tiratomi fuori dall'acqua, proseguii come un automa attraverso un lungo campo arato, inceppando e cadendo spesso. Le scarpe, regalo di un repubblicano, erano sfondate, i piedi indolenziti e gelati sembravano di piombo. Proseguii: lassù finalmente avevano smesso di sparare nella mia direzione; poco dopo sentii una scarica nutrita seguita da cinque colpi alternati, cinque miei compagni erano morti , il classico colpo di grazia mi permetteva di conoscere la loro fine. Successivamente altre tre scariche mi gelavano il sangue: i miei venti compagni torturati chiedevano vendetta.»
(Vice Commissario politico "Pittore")

## La commemorazione del Ministro della Difesa (2002)
Il 10 marzo 2002, intervenendo nella commemorazione della strage, il Ministro della Difesa Antonio Martino ha così commentato: "Dal ricordo del Sig. Sergio Rosa Canuto, emerge la cronaca agghiacciante dei fatti che portarono al martirio di 20 partigiani. Le torture morali e fisiche, inflitte alle vittime prima dell'esecuzione sommaria, toccarono limiti di inaudita ferocia della quale il trascorrere del tempo non riuscirà a stemperare il ricordo. Ai martiri di Salussola va la nostra riconoscenza e la nostra ammirazione, per il coraggio e la dignità, di cittadini e di combattenti, testimoniati anche nella prova estrema."

## La commemorazione del Presidente della Repubblica Mattarella (2025)
Il capo dello Stato Sergio Mattarella è intervenuto ricordando a distanza di 80 anni la strage del 9 marzo 1945 inviando una lettera al primo cittadino salussolese Manuela Chioda:
"Ricorrono gli ottant'anni dell'eccidio di Salussola. La Repubblica si inchina ai partigiani della XII Divisione Garibaldi, ferocemente torturati e poi fucilati per mano dei fascisti che, già da qualche giorno, stazionavano in paese. La XII Divisione Garibaldi si rese protagonista nell'intero Biellese - grazie all'apporto della popolazione dalle solide tradizioni operaie - dei più significativi momenti della guerra di Liberazione, impegnando, in continui combattimenti e attacchi, ingenti forze nemiche che furono sottratte al fronte di guerra. La volontà di riaffermare l'attaccamento alla libertà e agli insopprimibili diritti spinse gli operai a scendere in piazza per rendere omaggio alle vittime, il 14 marzo 1945, con uno sciopero generale organizzato dal CLN tramite l'emittente partigiana biellese ‘Radio Libertà’, che trasmetteva da Callabiana. Il loro sacrificio, i valori alla base della loro scelta, hanno dato vita ai principi fondamentali della nostra Carta Costituzionale: libertà, democrazia, pace e giustizia sociale, che rappresentano la meta alla quale ambire convintamente ogni giorno"

## La commemorazione del Presidente della Camera Fontana (2025)
Il presidente dei deputati Lorenzo Fontana ha ricordato 80 ⁰ anniversario della strage intervenendo con un suo messaggio: "Il pensiero va alle vittime, ai loro familiari, ai partigiani che affrontarono la brutalità della repressione fascista con il coraggio di chi crede nella libertà – dice -. Il ricordo del loro sacrificio resta un monito e un dovere collettivo. In questa giornata rivolgo la mia vicinanza alla comunità locale, custode di una memoria che deve rimanere viva."

## Il film-documentario "Accadde a Salussola. 9 marzo 1945" (2025)
In occasione della commemorazione del 9 marzo 2025, è stato prodotto e proiettato un film-documentario del regista Manuele Cecconello che rende omaggio alla memoria dell'eccidio di Salussola. La pellicola, girata e prodotta con l'obiettivo di preservare il ricordo di questo tragico evento, offre un racconto dettagliato delle vicende che hanno segnato quella giornata.
Attraverso immagini dei luoghi interessati, il film restituisce l'atmosfera e il contesto storico in cui si consumò la strage. Inoltre, le testimonianze del partigiano Sergio Canuto Rosa, detto "Pittore" e unico sopravvissuto, si intrecciano con quelle dei familiari delle vittime e delle persone che presero parte alla ricomposizione dei corpi nei giorni successivi all'eccidio. Queste narrazioni danno voce al dolore, al coraggio e alla speranza di chi ha vissuto direttamente o indirettamente questa terribile pagina della storia.
La produzione cinematografica rappresenta un forte invito alla riflessione, un ponte tra passato e presente, e un monito per le generazioni future affinché simili atrocità non si ripetano mai più.
Si riportano per completezza l'elenco dei produttori: 
Il comitato per le manifestazioni per l'ottantesima commemorazione dell'eccidio di Salussola", l"Istituto per la storia della Resistenza e della società contemporanea nel Biellese, nel Vercellese e in Valsesia, Associazione Nazionale Partigiani d'Italia Comitato Provinciale Biellese, il Comune di Salussola, l'associazione per la valorizzazione del Paesaggio della Bassa Serra Biellese, il Museo laboratorio dell'oro e della pietra, l'Associazione Turistica Pro Loco Salussola, Fondo Edo Tempia, Comune di Isnello, Comune di Mezzana Mortigliengo, Consiglio regionale del Piemonte, Comitato Resistenza e Costituzione.

## Controversie
Una forte polemica ha caratterizzato la commemorazione del 2023 per l'invito rivolto all' ex senatore lombardo, Mario Mantovani, passato in Fratelli d’Italia, perché tenesse l’intervento conclusivo.
La scelta dell'oratore ha avuto come conseguenza il forfait dell’Associazione Nazionale Partigiani d'Italia Biellese (ma c’erano i rappresentanti di quella della Valle dell'Elvo e il gagliardetto di Zimone ad accompagnare il sindaco), insieme alla rinuncia dell’oratore designato Gad Lerner, delle scuole e in buona parte anche del pubblico.
Durante l’intervento conclusivo di Mario Mantovani sono iniziate le manifestazioni sonore di protesta dei presenti.
Video discorso e manifestazionie sonora di protesta